# Ferdinand Bengzon
Pehr Ferdinand Bengzon, (i SDB nämnd som Per Bengtsson, i födelseboken som Pehr, namnet Ferdinand saknas) född 4 april 1840 i Jämshögs socken, Blekinge län, död 18 juli 1893 i Jakob och Johannes församling, Stockholm, var en svensk kompositör och musiklärare.
Bengzon blev elev vid Musikaliska akademiens konservatorium där han bland annat studerade för Gustaf Mankell på orgel, Johan van Boom på piano, Julius Günther i sång och avlade examen 1859. Han verkade därefter som musiklärare i Stockholm. Utifrån sina erfarenheter som musiklärare skrev han handboken Om pianoundervisningen i våra dagar, och översatte även Thuiskon Hauptners Die Ausbildung der Stimme och Heinrich Wohlfahrts Vorschule der Harmonilehre. Som kompositör gjorde han sig främst känd genom salongsstycken för piano samt en del sånger, av vilka Viola till Carl Östergrens text och Vuggevise ur Henrik Ibsens Kongsemerne blev de mest populära. Bengzon är begravd på Norra begravningsplatsen utanför Stockholm.